# Castelvecchio Subequo
Castelvecchio Subequo község (comune) Olaszország Abruzzo régiójában, L’Aquila megyében.

## Fekvése
A megye központi részén fekszik. Határai: Castel di Ieri, Celano, Cocullo, Gagliano Aterno, Molina Aterno, Ortona dei Marsi, Pescina, Raiano és Secinaro.

## Története
Első írásos említése a 11. századból származik. A következő századokban nemesi birtok volt. Önállóságát a 19. század elején nyerte el, amikor a Nápolyi Királyságban felszámolták a feudalizmust.

## Népessége
A népesség számának alakulása:

## Főbb látnivalói
- San Rocco-templom
- Madonna di Loreto-templom
- San Francesco d'Assisi-templom
- SS Giovanni Battista ed Evangelista-templom
- Sant’Agata-templom
- Svperaeqvvm-katakombák